# 桃園展演中心

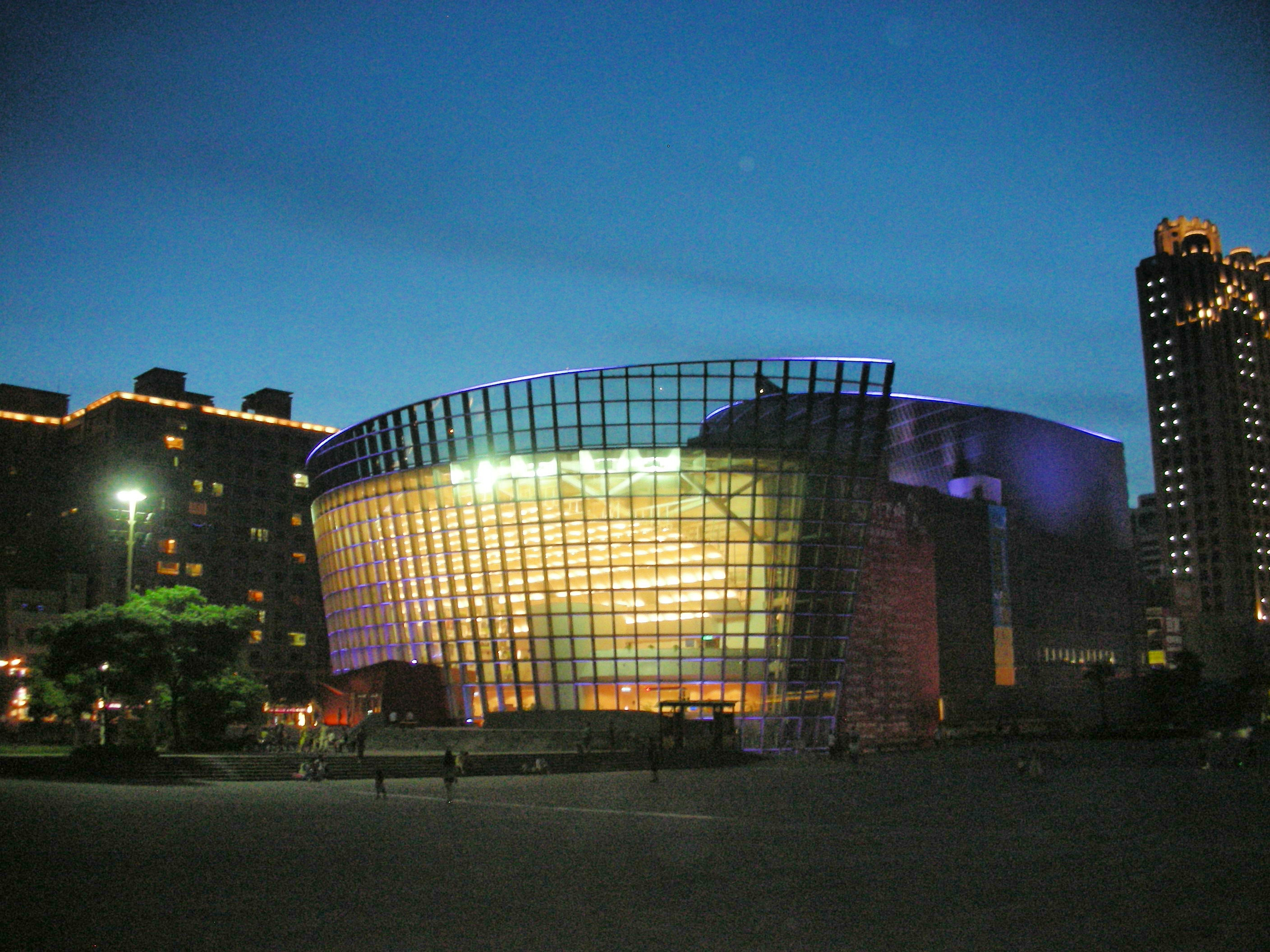
桃園展演中心夜景

桃園展演中心是一座位於桃園市桃園區的多功能展演中心，為地上7層地下1層的建築。總樓板面積22200平方公尺，有藝文沙龍、室內舞台、錄音空間，展演空間可容納1800人。2020年1月起進行展演廳優化工程，整修前存在座位區視線不良、場內音響效果不佳等問題，為朝向國際級場館水準邁進，市府爭取文化部前瞻計畫6,000萬元補助，並自籌4,000萬元，包括觀眾席位及進出動線調整、舞臺懸吊及音響系統更新等。整修完成之後擁有1418席（含12席輪椅席）。

## 歷史
2009年12月19日，桃園縣多功能展演中心正式啟用，隸屬桃園縣政府文化局。2014年12月25日，桃園縣改制為桃園市，桃園縣多功能展演中心被桃園市政府藝文設施管理中心接管並改為桃園展演中心。

## 外部連結
- 桃園市政府藝文設施管理中心 （页面存档备份，存于）